# 合歓山北峰
合歓山北峰（ごうかんざんほっぽう）は、台湾の南投県仁愛郷に位置する標高3,422mの山。北合歓山（きたごうかんざん）、合歓北峰とも呼ばれる。

## 概要
合歓山群峰の最高峰で、高い標高でありながらも中横公路霧社支線が通じており、往復4時間ほどと比較的容易に登山できる。山中には反射板が設置されている。